# Alforja (kommunhuvudort)
Alforja är en kommunhuvudort i Spanien.   Den ligger i provinsen Província de Tarragona och regionen Katalonien, i den östra delen av landet, 400 km öster om huvudstaden Madrid. Alforja ligger 373 meter över havet och antalet invånare är 1 493.
Terrängen runt Alforja är kuperad. Runt Alforja är det tätbefolkat, med 459 invånare per kvadratkilometer. Närmaste större samhälle är Reus, 12,6 km sydost om Alforja. 